# Glaucopsyche dymus
Glaucopsyche dymus är en fjärilsart som beskrevs av Herbst 1804. Glaucopsyche dymus ingår i släktet Glaucopsyche och familjen juvelvingar. Inga underarter finns listade i Catalogue of Life.